# Wejke & Ödéen
Wejke & Ödeen Arkitektkontor grundat av Kjell Ödeen och Gunnar Wejke 1935/38 och verksamt till 1953. Ritade en rad byggnader/kontor för Skandinaviska Banken i ett flertal svenska tätorter. Satt under en period på Kungsbroplan i Stockholm. Klas Anselm samt Hack Kampmann var under en period anställda på kontoret. 

## Byggnadsverk (urval)
- Lekstugor för HSB, 1936
- Bostads-, kontors- och affärshus, Drottninggatan 90, Stockholm, 1938-1940
- Guldheden, 1:a etappen, Göteborg, 1944-1945
- GIH, fd. Gymnastiska Centralinstitutet, Lill-Jansskogen, Stockholm, 1945
- Aq-va-kul, ursprungligen Simhallsbadet, Malmö, 1941-1956